# Kazimierz Kieszkowski (podczaszy bracławski)
Kazimierz Kieszkowski herbu Krzywda (ur. koniec XVII w., zm. XVIII w.) – urzędnik ziemski I Rzeczypospolitej z czasów Augusta II Mocnego.

## Życiorys
Wywodził się z rodu Kieszkowskich herbu Krzywda. Był synem Jana Kieszkowskiego (komornik graniczny sandomierski) i Anny z Małachowskich. Miał brata Jana. 
W 1725 otrzymał urząd podczaszego bracławskiego. Był zastawnym posiadaczem Rzeczowa, Psów i Woli Kuraszowej w 1725 i zarządcą dóbr dobromilskich.
Był żonaty z Katarzyną z domu Kamieńską. Miał synów: Jana Tomasza (ur. 1731, komornik graniczny  chęciński, elektor Stanisława Augusta Poniatowskiego, bezdzietny), Walentego Macieja (1733-1794, członek Stanów Galicyjskich, kapitan wojsk polskich, bezdzietny), Stanisława Jana (ur. 1734), Rajmunda (1735-1736), Mikołaja Ignacego (ur. 1737), Antoniego (1739-1814, dziedzic dóbr).